# Violettes impériales (film, 1924)
Pour les articles homonymes, voir Violettes impériales.
Série
Paris Girls
(1929)
Pour plus de détails, voir Fiche technique et Distribution.
Violettes impériales est un film français réalisé par Henry Roussel et sorti en 1924.
Ce film historique a eu un certain succès à l'époque, et a fait l'objet de remakes en 1932 et 1952.

## Synopsis
Une fleuriste espagnole se lie d'amitié avec l'impératrice Eugénie de France, devient une célèbre star de l'opéra et sacrifie presque sa vie pour celle de l'impératrice.

## Fiche technique
- Réalisation : Henry Roussel
- Scénario : Robert Gys
- Photographie : Jules Kruger, Paul Portier
- Type : noir et blanc
- Genre : Aventure, comédie et historique
- Date de sortie: 
  - France : 9 mai 1924

## Distribution
- Raquel Meller : Violetta
- Suzanne Bianchetti : Eugénie de Montijo
- André Roanne : Comte Hubert de Saint-Affremond
- Jeanne Even : Comtesse de Saint-Affremond
- Jimmy O'Kelly : Juan
- Claude France : Mademoiselle de Perry-Fronsac
- Roger San Juana : Manuel
- Robert Guilbert : Duc de Morny
- Sylviane de Castillo . Madame de Montijo
- Mademoiselle Farnèse : Duchesse de Mondovi
- Edouard Daurelly[3] : Napoléon III
- Albert Brouett : Docteur Malavert
- Girardo : José
- Danielle Vigneau : Petit frère de Violetta